# North River (Terre-Neuve-et-Labrador)
North River est un village situé dans la province de Terre-Neuve, dans le sud-est.